# Фортунаго
Фортунаго (итал. Fortunago) — коммуна в Италии, находится в регионе Ломбардия, в провинции Павия.
Население составляет 400 человек (2008), плотность населения составляет 22 чел./км². Занимает площадь 18 км². Почтовый индекс — 27040. Телефонный код — 0383.
Покровителем коммуны почитается святой Понцо, празднование 15 мая.

## Демография
Динамика населения:

## Администрация коммуны
- Официальный сайт: https://web.archive.org/web/20060901142124/http://www.comunedifortunago.it/